# 274 mm/45 Model 1893
274 mm/45 Model 1893 — 274,4-миллиметровое корабельное артиллерийское орудие, разработанное и производившееся в Франции. Состояло на вооружении ВМС Франции. Им были вооружены два броненосца типа «Шарль Мартель»: «Бувэ» и «Массена». На его базе было разработано орудие 274 mm/45 Model 1893-96.